# Liparis rotundirostris
Liparis rotundirostris är en fiskart som beskrevs av Krasyukova, 1984. Liparis rotundirostris ingår i släktet Liparis och familjen Liparidae. Inga underarter finns listade i Catalogue of Life.